# Université centrale (Colombie)
Pour les articles homonymes, voir Université centrale.
 (juillet 2019).
Si vous disposez d'ouvrages ou d'articles de référence ou si vous connaissez des sites web de qualité traitant du thème abordé ici, merci de compléter l'article en donnant les références utiles à sa vérifiabilité et en les liant à la section « Notes et références ».
L'Université centrale est un établissement d'enseignement supérieur privé situé à Bogota (Colombie), reconnu par le Ministère de l'Éducation nationale avec accréditation des établissements de haute qualité. 

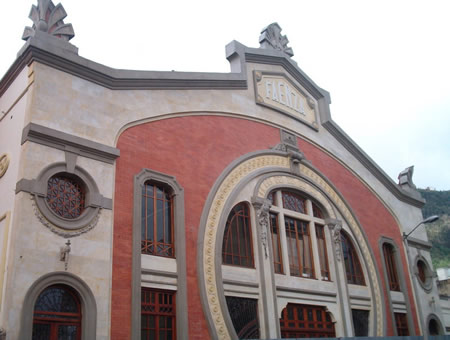
Théâtre Faenza.

L'Université centrale a été fondée le 30 juin 1966 par les éducateurs colombiens Raúl Vásquez Vélez, Rubén Amaya Reyes, Carlos Medellín, Alberto Gómez Brun, Eduardo Mendoza Varela, Elberto Téllez Camacho, Jorge Enrique Molina et Darío Samper.

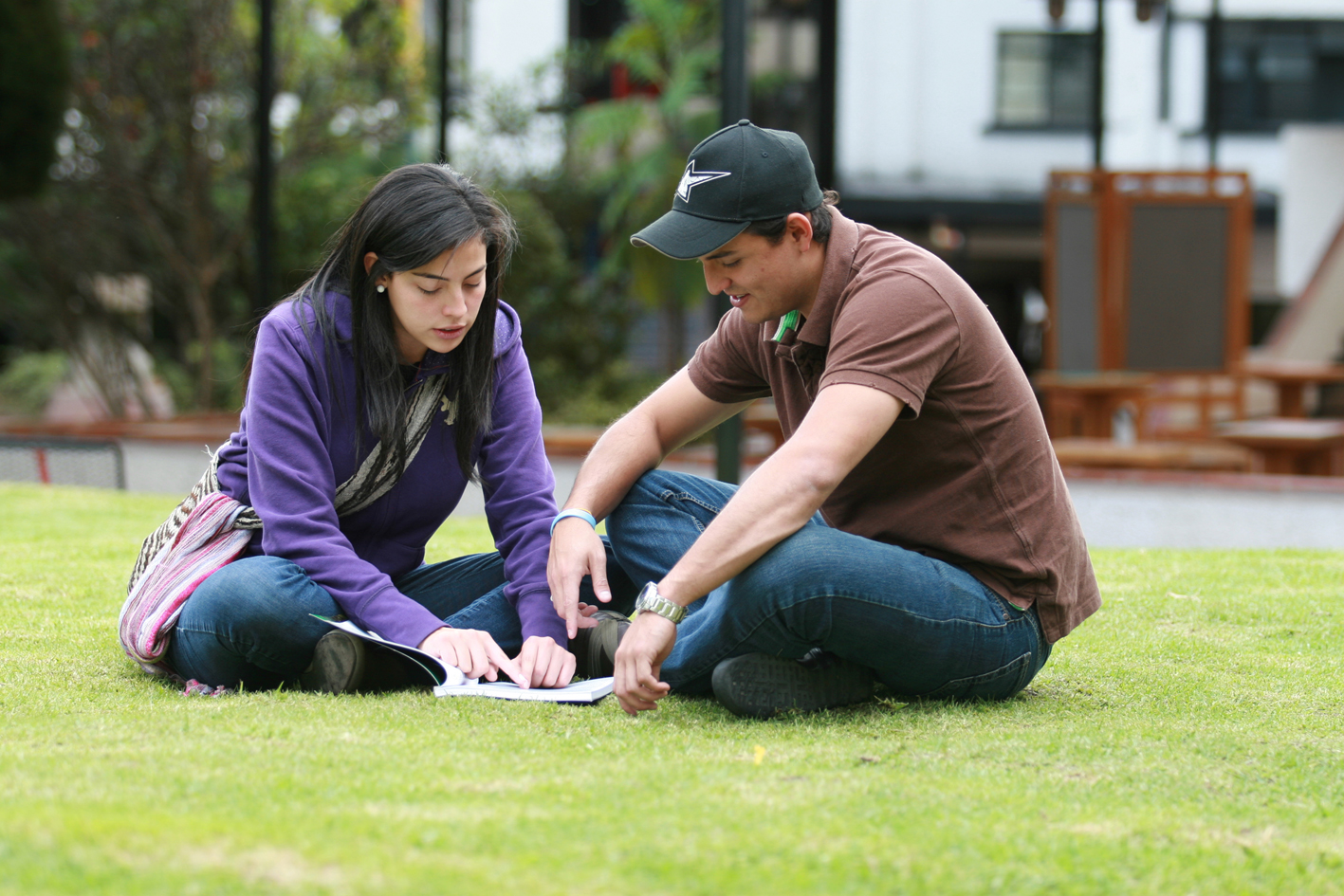
Étudiants de l'Université
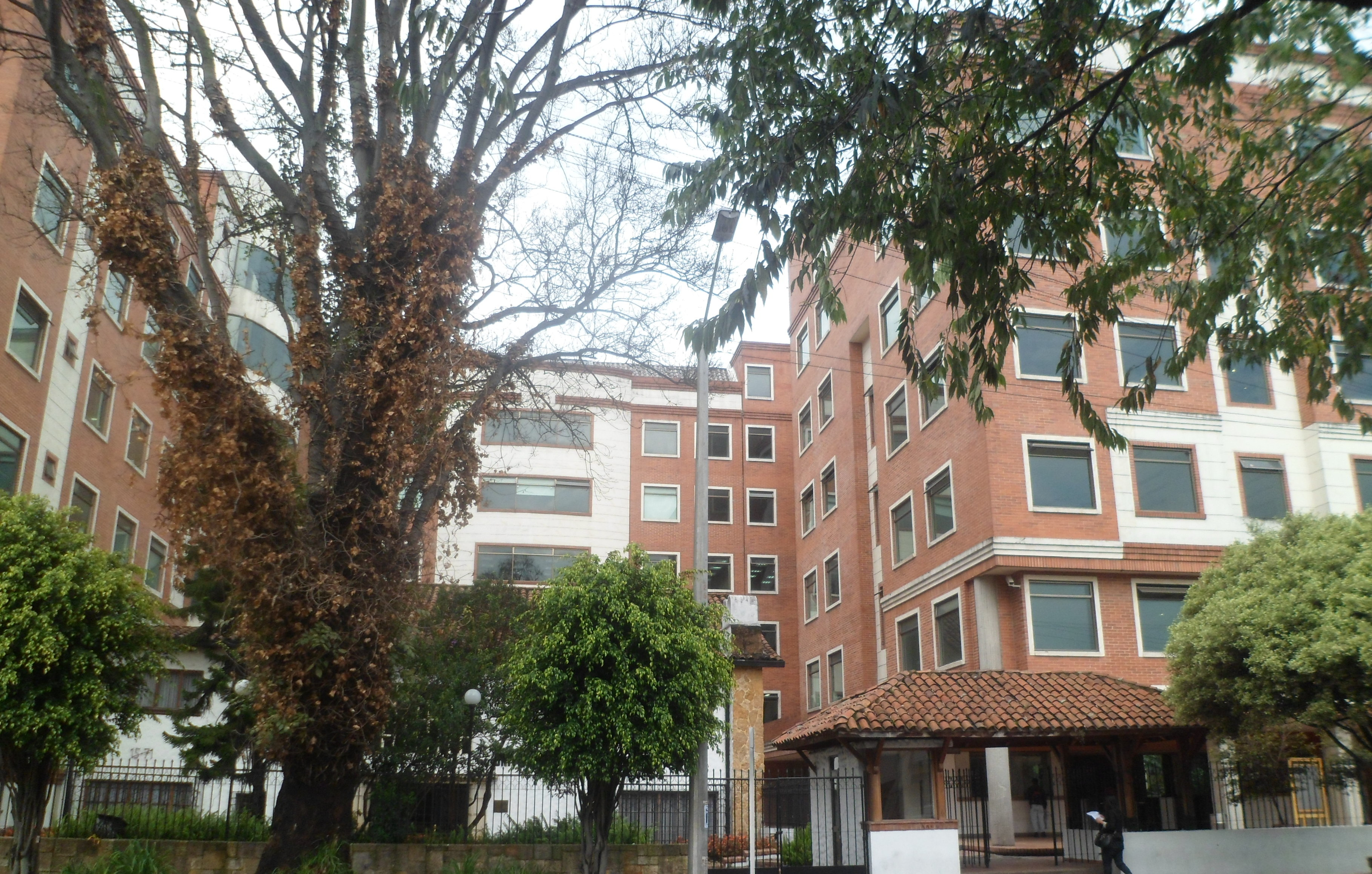
Faculté de journalisme et Publicité de l'Université centrale
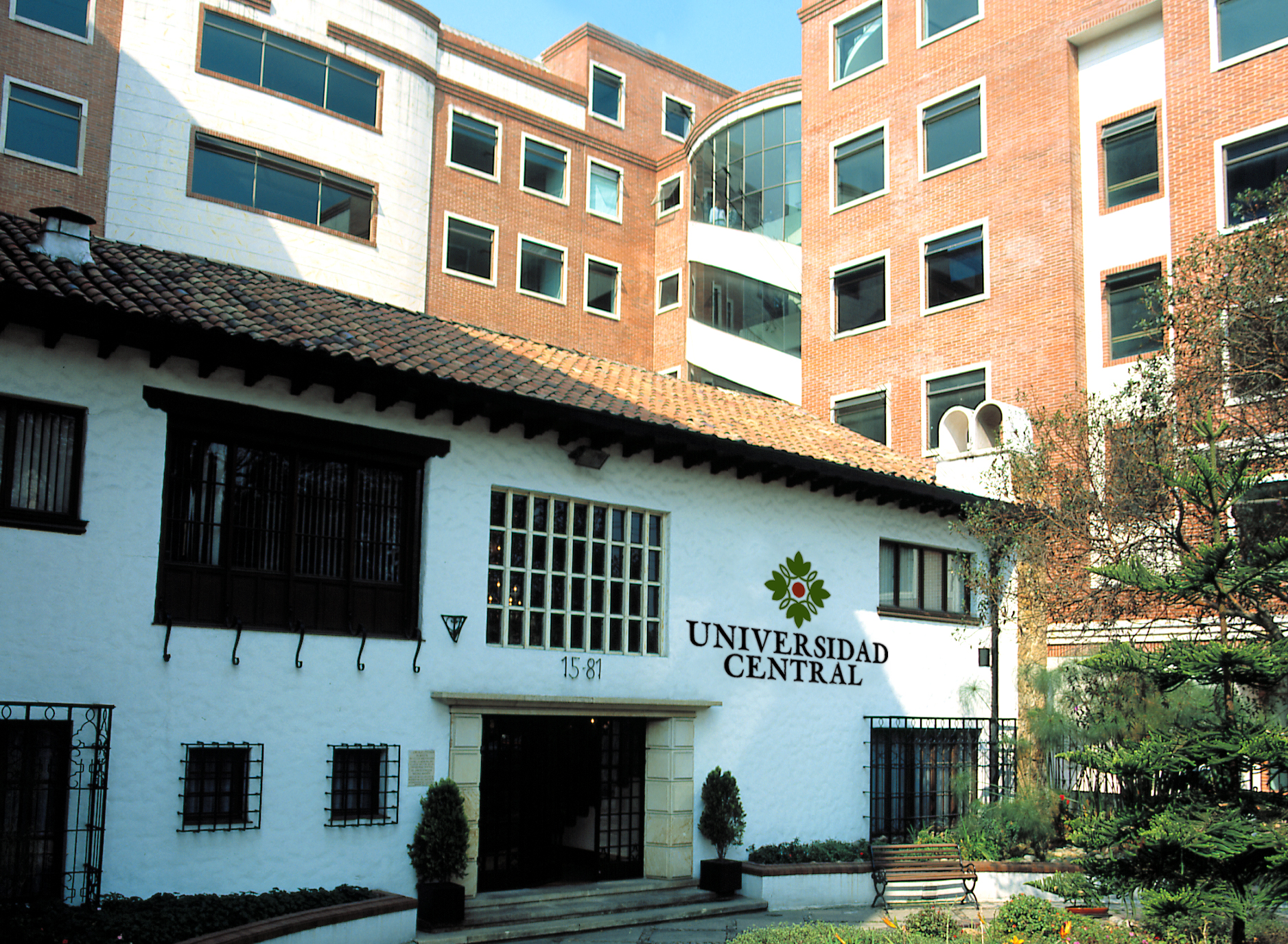
Université centrale
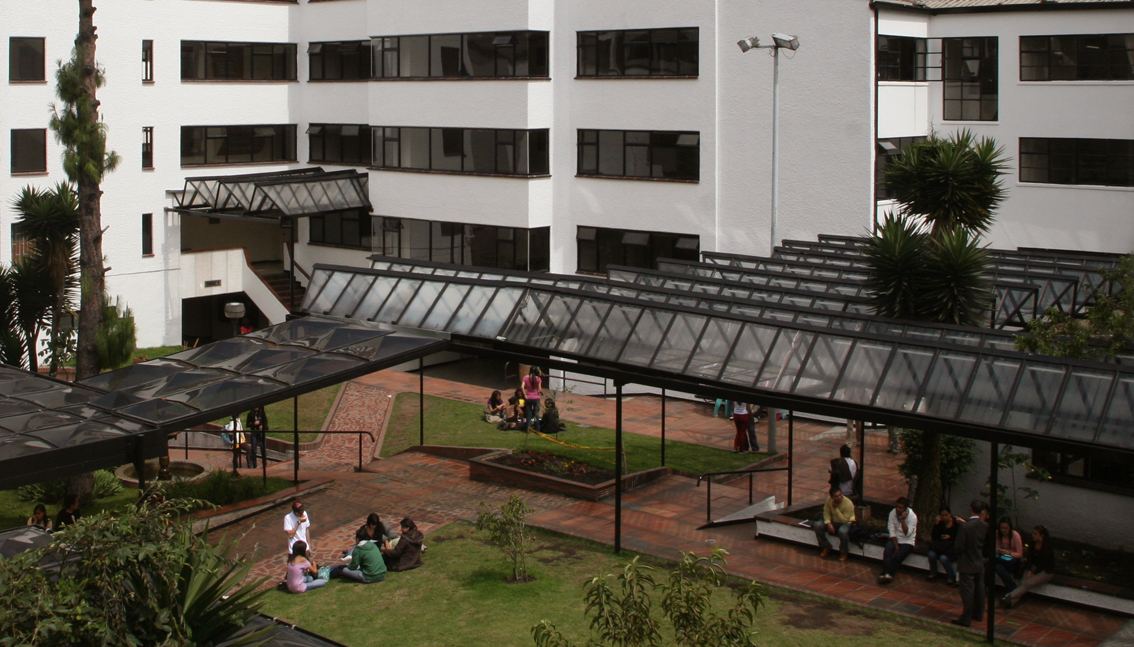
Bâtiment de comptabilité

## Docteurs honoris causa
- Juan Manuel Santos Calderón
- J. M. Coetzee
- Rafael Santos Calderón
- Manuel Elkin Patarroyo
- José María Figueres Olsen
- Otto Morales Benítez
- Leopoldo Zea Aguilar
- Humberto De la Calle